# Bunkova
Bunkova (en rus: Бунькова) és un poble de l'óblast de Sverdlovsk, a Rússia, segons el cens del 2010 tenia 100 habitants.